# Szénbányászat Nógrád megyében
A Nógrád megyei szénbányászat az 1840-es évek és 1990-es évek között működött. A Nógrádi szénbányák a megye Kelet-Nógrádi régiójában helyezkedtek el északnyugat-délkelet irányban. A főbb bányászati helyszínek Salgótarján és Bátonyterenye környéke.

## Geológia levezetés

### A Nógrádi szénmező kialakulása
A Nógrádi-medence az Ipoly és a Cserhát, valamint a Zagyva és a Mátra között helyezkedik el. Ebben a medencében jó minőségű barnaszén található amely a miocén és oligocén között alakult ki az újidő harmadidőszakában. A kőzet 600-700 méter vastagságú pala fedőrétegű amely alatt található az akár 4-6 méteres vastagságot is meghaladó barnakőszén réteg.

### A barnakőszén
A művelésbe vont szén a hazai szenektől valamelyest eltérő volt. A fűtőértéke 22 000 Kj volt. A szenet főleg lejtős aknákkal tárták fel.

## Történelem
Az 1840-es évek környékén kutatásokat indítottak Vecseklő és Salgóbánya környékén. A kövek könnyen öngyulladtak és furcsa szagot adtak, ezért "büdös kőnek" nevezték. 1848 körül elkezdték a barnaszén kitermelését, a tárókat fokozatosan építették a környező településeken, valamint a vájatok is kiépültek. 1861-ben létrehozták a Szent István Kőszénbánya Rt. utódját a Salgótarjáni Kőszénbánya Rt.-t amely a Magyar Általános Kőszénbánya Rt. tagja, hasonlóan a Kisterenyei Kőszénbánya Rt.-hez. 1890-ben az ország legjobb bányatársulata az SKB Rt. lett. A termelés fokozódott.1925-ben újabb tárók és vájatok alakultak ki Vizslás, Kazár és Bárna környékén. 1926-ban Cereden is beindult a bányászat. 1952-ben megalakult a Nógrádi Szénbányászat Tröszt.-öt amely megkezdte a termelés tervezését, amely a kommunizmusra jellemző tervgazdálkodásra alapult. Az 1960-as években visszaesés esett be a termelésbe a Nógrádi Szénbánya Rt. csődhelyzetbe keveredett, de megmenekült a megszűnéstől. Az 1980-as években a bányavállalat nagyüzemmé alakult. A bányászat haldokolni kezdett a gazdaság visszaesése miatt és a vég 1993-ban következett be mikor a Nógrádi Szénbánya Rt. megszűnt és a bányászat leállt.

## Termelési adatok
| Év   | Szénmennyiség (1000 tonna) |
| ---- | -------------------------- |
| 1870 | 285                        |
| 1880 | 523                        |
| 1890 | 1076                       |
| 1900 | 1627                       |
| 1910 | 1542                       |
| 1920 | 1403                       |
| 1930 | 1278                       |
| 1940 | 1735                       |
| 1950 | 1779                       |
| 1960 | 3380                       |
| 1970 | 1975                       |
| 1980 | 927                        |
| 1990 | 501                        |